# Pseudopoda hingstoni
Pseudopoda hingstoni là một loài nhện trong họ Sparassidae.
Loài này thuộc chi Pseudopoda. Pseudopoda hingstoni được Peter Jäger miêu tả năm 2001.